# 12月23日
12月23日是公历一年中的第357天（闰年第358天），离全年结束还有8天。

## 大事记

### 19世紀以前
- 558年：法兰克国王克洛泰尔一世加冕。
- 1404年：明成祖朱棣赐名“天津”，即天子渡口之意，筑城设天津卫。

### 19世紀
- 1854年：日本伊豆半島外海發生規模8.4的強烈地震，造成2,000人到3,000人死亡。
- 1872年：李鸿章奏请清朝朝廷试办轮船招商局。
- 1888年：荷蘭畫家文森·梵谷在與法國畫家保羅·高更發生爭執後，因為精神病而用剃刀割掉左耳。

### 20世紀
- 1913年：美國總統伍德羅·威爾遜簽署《聯邦儲備法》，正式建立聯邦儲備系統。
- 1933年：拉尼－蓬波訥列車追撞事故（法语：Accident ferroviaire de Lagny-Pomponne）：法国一列巴黎往斯特拉斯堡的火車在行駛至馬恩河畔拉尼和蓬波訥間追撞巴黎往南錫的另一列火車，220人喪生。
- 1938年：南非東倫敦漁民捕獲天然的矛尾魚，後來確定是長期認定已經全面滅絕的腔棘魚。
- 1941年：中国抗日战争：第三次长沙会战开始。
- 1947年：美國物理學家約翰·巴丁、沃爾特·布拉頓和威廉·肖克利在貝爾實驗室首次發表電晶體。
- 1948年：日本二战甲级战犯东条英机、板垣征四郎等七人在东京巢鸭监狱被处以绞刑。
- 1954年：美國医生约瑟夫·默里为一对孪生兄弟实施肾脏移植手术，是人类第一例成功的器官移植手术。
- 1956年：日本中山Grand Prix首次舉行，一年後改名為有馬紀念。
- 1958年：位於日本東京都港區的東京鐵塔正式對外開放，為世界上最高的自承式鋼鐵結構。
- 1966年：英国空軍撤離香港。
- 1980年：香港政府批准地下鐵路公司興建地鐵港島綫，貫通上環至柴灣。
- 1990年：斯洛文尼亚进行全民公决，88%的公民赞成脱离南斯拉夫社会主义联邦共和国而独立。
- 1990年：香港深水埗南昌街一棟九層高樓宇發生四級火警，6死50人受傷，此宗火警亦是第一次有「長臂猿」消防車雲梯扭曲下墜意外。
- 1995年：太阳圣殿教在法国制造惨案[來源請求]。

### 21世紀
- 2002年：中国大陸广东省河源市人民医院护士游丽成为第一位感染SARS的医护人员。
- 2002年：義大利王國薩伏依王朝末代國王翁貝托二世的王儲那不勒斯親王維托里奧·埃曼努埃萊·迪·薩伏伊以普通公民身分進入義大利共和國，成為自義大利王室被放逐後首次訪問該國的成員。
- 2003年：中國石油在重庆开县的天然气井发生井喷，243人因硫化氢中毒死亡，2000多人中毒。
- 2005年：聯合國安全理事會通過第1737號決議禁止對伊朗進行與濃縮鈾有關技術及原料的出入、重水式反應爐及彈道導彈運送等行動，以制裁該國的濃縮鈾研究。
- 2007年：尼泊爾王國的臨時議會宣佈罷黜沙阿王朝國王賈南德拉·比爾·比克拉姆·沙阿並廢止240年歷史君主政體。
- 2009年：巴基斯坦最高法院命令政府承認海吉拉作為一個獨特的性別。
- 2015年：索馬利亞、塔吉克斯坦和汶萊政府宣佈禁止慶祝聖誕節，違者最高可判處五年監禁。
- 2016年：聯合國安全理事會通過第2334號決議，要求以色列停止改建造及擴建屯墾區、輸入以色列屯墾者、沒收土地、拆毀房屋，以及驅離巴勒斯坦人民等改變以巴兩國領土構成的手段，同時也譴責巴勒斯坦包含恐怖主義、挑釁，及破壞等所有侵害人民的行為。
- 2018年：跨刻赤海峽連接刻赤半島至塔曼半島的克里米亞大橋全線通車。

## 出生
- 968年：宋真宗赵恒，北宋皇帝（1022年逝世）
- 1605年：明熹宗朱由校，明朝皇帝（1627年逝世）
- 1722年：阿克塞爾·弗雷德里克·克龍斯泰特，瑞典礦物學家、化學家、鎳金屬發現人（1765年逝世）
- 1732年：理查·阿克萊特，英國第一家棉紡廠創辦者、水力紡紗機發明人（1792年逝世）
- 1750年：弗里德里希·奥古斯特一世，第一任薩克森國王（1827年逝世）
- 1777年：亞歷山大一世，俄羅斯帝國皇帝（1825年逝世）
- 1790年：让-弗朗索瓦·商博良，法國歷史學家、語言學家、第一位古埃及文專家（1832年逝世）
- 1793年：多斯特·穆罕默德汗，阿富汗埃米爾（1863年逝世）
- 1804年：沙爾-奥古斯丁·聖伯夫，法國作家、文藝評論家（1869年逝世）
- 1805年：約瑟·斯密，美國耶穌基督後期聖徒教會（摩門教）創始人（1844年逝世）
- 1827年：威廉·馮·泰格霍夫，奧地利海軍上將（1871年逝世）
- 1860年：威廉·貝茨，美國眼科醫生（1931年逝世）
- 1894年：甲斐莊楠音，日本畫家、服裝設計師（1978年逝世）
- 1896年：朱塞佩·托馬西·迪·蘭佩杜萨，義大利作家（1957年逝世）
- 1901年：林巧稚，中国妇产科专家（1983年逝世）
- 1902年：查蘭·辛格，印度政治人物，第59任印度總理（1980年逝世）
- 1906年：烏蘭夫，前中華人民共和國副主席（1988年逝世）
- 1908年：尤瑟夫·卡希，加拿大官方攝影師（2002年逝世）
- 1910年：庫爾特·邁爾，二戰德國武裝親衛隊軍官（1961年逝世）
- 1911年：尼爾斯·傑尼，丹麥免疫學家，1984年諾貝爾生理學或醫學獎得主（1994年逝世）
- 1918年：亨利·索耶，美國律師、民權活動家、政治家（1999年逝世）
- 1918年：赫爾穆特·施密特，德國政治人物，第31任德國總理（2015年逝世）
- 1922年：米舍利娜·奥斯特梅耶，法國田徑運動員、鋼琴家（2001年逝世）
- 1924年：紫羅蓮，香港女演員（2015年逝世）
- 1926年：喬治·梅迪納，智利天主教司鐸級樞機（2021年逝世）
- 1926年：羅伯特·布萊，美國詩人、作家、活動家（2021年逝世）
- 1929年：切特·貝克，美國爵士小號手、男歌手（1988年逝世）
- 1933年：明仁，日本第125代天皇
- 1934年：李澤添，前香港工會聯合會會長及第八、九、十屆全國人民代表大會代表（2007年逝世）
- 1938年：黃宜弘，前香港立法會議員（2021年逝世）
- 1938年：羅伯特·卡恩，美國電腦科學家，TCP/IP協議發明人
- 1940年：馬姆努恩·侯賽因，巴基斯坦政治人物，第12任巴基斯坦總統（2021年逝世）
- 1942年：昆廷·布賴斯，第25任澳洲總督
- 1943年：米哈伊尔·格罗莫夫，俄羅斯裔法國數學家
- 1943年：巴特勒·蘭普森，美國計算機科學家
- 1943年：哈里·希勒，美國男演員、喜劇演員、作家、配音演員
- 1943年：希爾維亞王后，瑞典國王卡爾十六世·古斯塔夫夫人
- 1944年：韦斯利·克拉克，美國退役四星上將，曾參與2004年美國總統選舉民主黨內初選
- 1946年：艾迪塔·葛貝洛娃，斯洛伐克花腔女高音歌劇唱家（2021年逝世）
- 1946年：侯耀華，中國喜劇演員、主持人
- 1947年：權良淑，韓國前任第一夫人
- 1950年：比森特·德爾·博斯克，西班牙國家足球隊主教練、足球員
- 1952年：迟重瑞，中國男演員
- 1955年：卡羅爾·安·達菲，蘇格蘭詩人、劇作家
- 1958年：寶拉-梅·維克斯，千里達及托巴哥政治人物，現任千里達及托巴哥總統
- 1959年：陳振聰，香港商人、風水師，知名於龔如心遺產爭奪事件
- 1960年：豬股睦美，日本插畫家、動畫師、漫畫家（2024年逝世）
- 1960年：詹秉熙，香港男演員
- 1960年：宮部美幸，日本小說家
- 1960年：綾辻行人，日本小說家
- 1962年：武藤敬司，日本重量級職業摔角選手
- 1962年：姜帝圭，韓國男導演，代表作《太極旗飄揚》
- 1963年：吉姆·哈博，美國職業美式足球運動員、教練
- 1964年：陳其邁，台灣民主進步黨籍政治人物、前立法委員，現任高雄市市長
- 1964年：侯耀華，中國喜劇男演員、主持人
- 1964年：艾迪·維達，美國音樂家、創作歌手，珍珠果醬樂團主唱兼吉他手
- 1967年：葛珮帆，香港政界人物
- 1967年：卡拉·布魯尼，意大利女歌手、模特兒、法國總統薩爾科齊夫人
- 1968年：曼努埃爾·里維拉-奥爾蒂斯，美國攝影師、攝影記者
- 1968年：譚偉權，香港男演員。
- 1969年：潘紹聰，香港男唱片騎師
- 1969年：金慧利，韓國女演員
- 1971年：小林快次，日本古生物學家
- 1972年：山崎將义，日本男創作歌手、演員、音樂製作人
- 1972年：宮部涼花，日本AV女優
- 1973年：譚偉權，香港男演員
- 1974年：阿古斯丁·德爾加多，厄瓜多足球運動員
- 1975年：李解，中國男演員
- 1975年：阿里·本·侯賽因，約旦王子
- 1976年：布萊德·李吉，美國職棒大聯盟華盛頓國民隊後援投手
- 1977年：林江國，中國男演員
- 1977年：洪真慶，韓國女演員
- 1978年：矢田亞希子，日本女演員
- 1978年：蔡駿，中國作家
- 1978年：維克多·馬丁内斯，美國職棒大聯盟底特律老虎球員
- 1978年：德斯汀·丹尼爾·克雷頓，美國男導演、編劇、製片人、剪輯師
- 1978年：艾斯黛拉·沃伦，加拿大女演員、模特兒、花式游泳運動員
- 1978年：矢田亞希子，日本女演員
- 1979年：堅尼·米拿，蘇格蘭足球運動員
- 1980年：科迪·羅斯，美國職棒大聯盟波士頓紅襪右外野手
- 1980年：黃俊雄，新加坡男演員
- 1983年：邁克爾·喬普拉，英格蘭足球運動員
- 1983年：亨利·拉米瑞茲，美國職棒大聯盟洛杉磯道奇三壘手
- 1983年：啟星，中國女演員
- 1984年：艾莉森·蘇朵，美國女演員、音樂家
- 1984年：穆婷婷，中國女演員
- 1985年：潘柏希，臺灣男演員
- 1985年：哈利·裘德，英國流行搖滾樂團McFLY鼓手
- 1987年：倉科加奈，日本女演員
- 1987年：莉寶·查卡辛娜，白俄羅斯女子韻律體操選手
- 1988年：龜井繪里，日本女子偶像團體早安少女組成員
- 1988年：樫野有香，日本女子流行電音組合Perfume成員
- 1989年：東内麻里子，日本女性聲優
- 1989年：林作，香港網絡紅人、意見領袖
- 1990年：安宰孝，韓國男子偶像團體Block B成員
- 1990年：鍾培生，香港男商人
- 1991年：奇倫·威爾森，英國職業司諾克選手
- 1992年：南梨央奈，日本AV女優
- 1992年：金熙燦，韓國男演員
- 1992年：覃嬋嬋，中國女子偶像組合1931成員
- 1995年：李藝彤，中國女演員、歌手、舞者
- 1996年：禹元才，韓國男饒舌歌手
- 1997年：原田彩楓，日本女性聲優
- 1997年：朴柔娜，韓國女演員
- 1998年：佐藤日向，日本女性聲優
- 1999年：Dani，韓國女歌手、演員
- 1999年：素羅差那·坎保，泰國女子舉重運動員
- 2001年：單依純，中國女歌手
- 2003年：篠塚大登，日本男子乒乓球運動員

## 逝世
- 793年：李元谅，唐朝将领（727年出生）
- 1622年：徐鸿儒，明朝末年民变领袖（生年不詳）
- 1749年：丸山權太左衛門，日本江戶時代相撲力士，第3代橫綱（1713年出生）
- 1831年：艾米利亞·普萊特，波蘭立陶宛貴族、革命家（1806年出生）
- 1834年：托马斯·罗伯特·马尔萨斯，英國牧師、人口學家、政治經濟學家（1766年出生）
- 1907年：皮埃爾·讓森，法國天文學家，氦元素的發現者（1824年出生）
- 1912年：奧托·舒滕薩克，德國工業家、人類學家（1850年出生）
- 1944年：彼澤·呂克貝爾，丹麥商人、游泳運動員（1878年出生）
- 1948年：遠東國際軍事法庭甲級戰犯
  - 松井石根，日本陸軍將領，中支那派遣軍上海派遣軍司令（1878年出生）
  - 广田弘毅，日本政治人物，第32任內閣總理大臣（1878年出生）
  - 土肥原賢二，日本陸軍將領，關東軍情報部奉天支部特務機關長（1883年出生）
  - 东条英机，日本政治人物，第40任內閣總理大臣（1884年出生）
  - 板垣征四郎，日本陸軍將領，曾任陸軍大臣（1885年出生）
  - 木村兵太郎，日本陸軍將領，駐緬甸方面軍司令官（1888年出生）
  - 武藤章，日本陸軍將領，第14方面軍參謀長（1892年出生）
- 1953年：拉夫连季·巴夫洛维奇·贝利亚，苏联內務人民委員部部長（1899年出生）
- 1972年：安德烈·图波列夫，苏联飞机设计师、世界航空工业先驱者之一（1888年出生）
- 1973年：杰拉德·柯伊伯，荷裔美國天文学家（1905年出生）
- 1982年：杨廷宝，建筑学家（1912年出生）
- 1994年：塞巴斯蒂安·肖，英國演員、戲劇導演、小說家、劇作家和詩人（1905年出生）
- 2000年：維克托·伯厄，丹麥幽默作家、鋼琴家（1909年出生）
- 2000年：努爾·賈汗，巴基斯坦女歌手（1926年出生）
- 2004年：納拉辛哈·拉奧，印度前總理（1921年出生）
- 2005年：姚文元，中国「四人帮」成员（1931年出生）
- 2006年：伊藤嘉彥，日本化學家（1937年出生）
- 2007年：奥斯卡·彼得森，加拿大爵士钢琴演奏家（1925年出生）
- 2008年：蘇正生，台灣日治時期嘉義農林棒球隊第一代隊員（1912年出生）
- 2009年：阿沛·阿旺晋美，第三、四、五、六、七屆全国人民代表大会常务委员会副委員長，中国人民政治协商会议第三、八、九、十、十一屆全國委員會副主席（1910年出生）
- 2013年：米哈伊爾·卡拉什尼科夫，蘇聯軍人、工程師、槍械設計師，以設計AK系列突擊步槍而聞名（1919年出生）
- 2016年：周宝奎，中國越劇女演員[1]（1920年出生）
- 2019年：林良，台灣作家（1924年出生）
- 2021年：瓊·蒂蒂安，美國小說家、傳記作家、散文家（1934年出生）
- 2022年：張友尚，中國生物化學家（1925年出生）
- 2022年：李文華，中國生態學家（1932年出生）
- 2022年：盧強，中國科學家（1936年出生）
- 2022年：馬建章，中國動物學家（1937年出生）
- 2022年：喬治·科恩，英格蘭職業足球運動員（1939年出生）
- 2022年：蔣華良，中國藥物學家（1965年出生）
- 2024年：施仲衡，中國科學家（1930年出生）
- 2024年：森田拳次，日本漫畫家（1939年出生）

## 节假日和习俗
- 日本：天皇誕生日（平成，1989年至2018年）
- 瑞典：王后壽辰（希爾維亞王后，1976年－）
- 苏丹、 南蘇丹：兒童節